# روبر ژونکت
روبر ژونکت (به فرانسوی: Robert Jonquet) بازیکن فوتبال و مدافع اهل فرانسه است که از سال ۱۹۴۸ تا ۱۹۶۰ میلادی عضو تیم ملی فوتبال فرانسه بوده‌است. وی در ۵۸ بازی ملی حضور داشته است و در بازی‌های ملی‌اش گلی به ثمر نرساند.